# Pilsner (bicchiere)

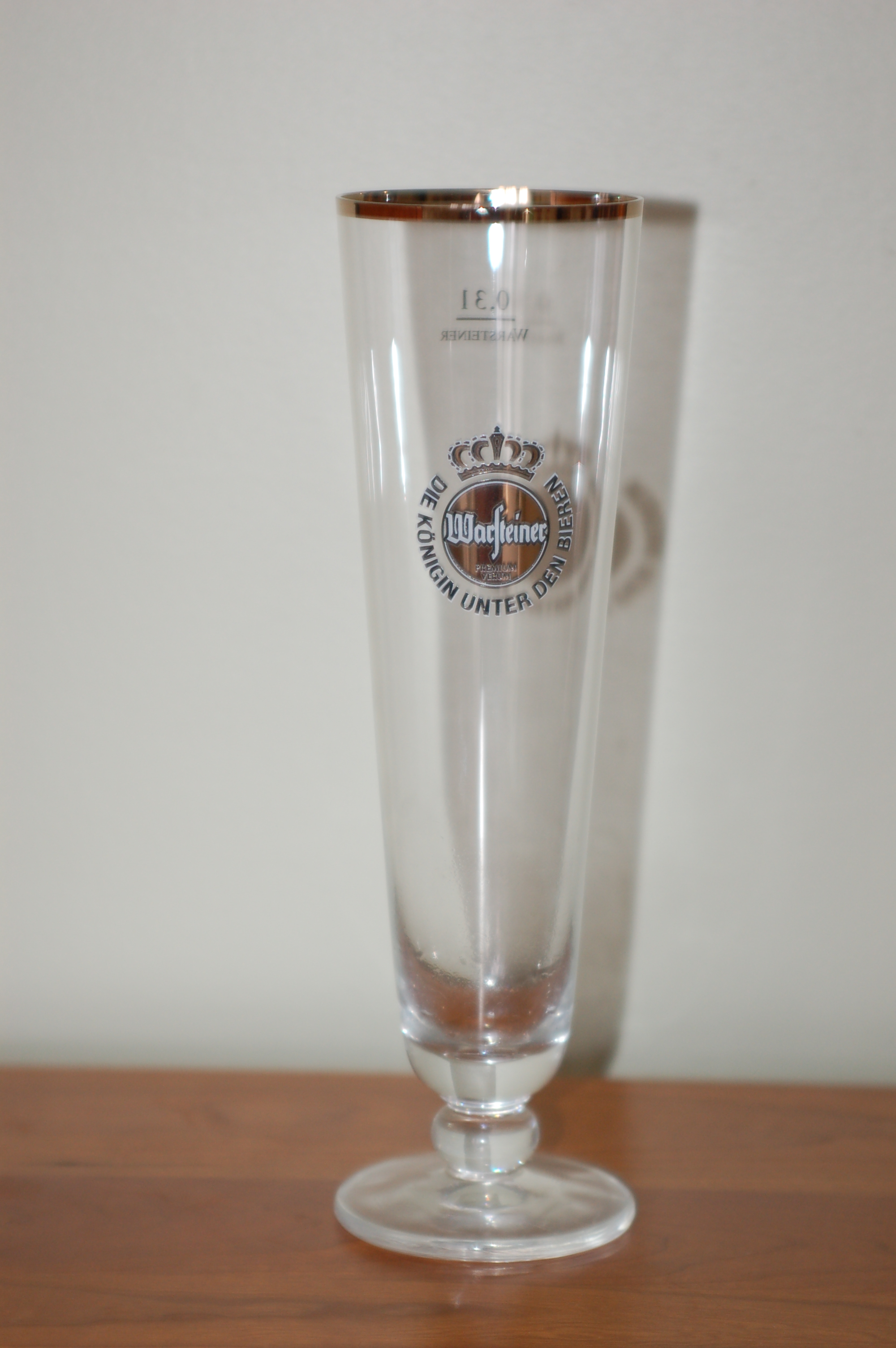
Un bicchiere della Warsteiner

Il Pilsner glass è un bicchiere usato per servire molti tipi di birre chiare. Generalmente è più piccolo del bicchiere della pinta, solitamente si trova nei formati da 25 cl e da 33 cl. La forma tende ad avere un collo corto nella parte inferiore, seguita da un cono arrotondato ed una zona un po' gonfiata che forma il bicchiere.